# Gal·la Placídia (Àngel Guimerà)
|  | Per a altres significats, vegeu «Gal·la Placídia (desambiguació)». |

Gala Placidia (Gal·la Placídia, en català normatiu) és una tragèdia en tres actes, original d'Àngel Guimerà, estrenada el 28 d'abril de 1879 al Teatre Principal, en sessió privada. Al cap de pocs dies, la nit del 8 de maig, es presentava al públic al teatre Novetats, de Barcelona, amb un repartiment encapçalat per l'actriu Carlota de Mena.
El 1914, el músic Jaume Pahissa va escriure una òpera (Gal·la Placídia) amb el llibret de Guimerà, estrenada al Liceu. El 1916 va ser publicada la versió en castellà, traduïda per Josep Pujol i Brull.

## Sipnosi
L'acció transcorre l'any 416, i se centra en dos personatges històrics: Ataülf, rei got, i Gal·la Placídia, filla de l'emperador romà Teodosi I el gran.
Vernulf, un jove guerrer de la cort goda d'Ataülf, intenta atacar Gal·la Placídia i és condemnat a mort; però aconsegueix l'indult al confessar que està enamorat d'aquesta. Ataülf segresta Gal·la, que correspon l'amor a Vernulf; i Vernulf ajuda Gal·la a escapar i mata Ataülf. És sorprès, però, pels altres guerrers i mor al costat de Gal·la, que havia tornat a buscar-lo.

## Repartiment de l'estrena
- Gal·la Placidia: Carlota de Mena.
- Llèdia: Dolors Ricart.
- Vernulf: Antoni Tutau.
- Ataülf: Joan Bertran.
- Sigeric: Joan Isern.
- Varogast: Miquel Pigrau.
- Vèlia: Artur Carreras.
- Cèlius: Lluís Llibre.
- Marcius: N. Cussí
- Cavallers, soldats, esclaus.